# Arietta (Nowy Jork)
Arietta – miasto w Stanach Zjednoczonych, w stanie Nowy Jork, w hrabstwie Hamilton.